# Jurij Igorjevics Pimenov
Jurij Igorjevics Pimenov, oroszul: Юрий Игорьевич Пименов  (Moszkva, 1958. március 29. – 2019. április 19.) olimpiai ezüstérmes, háromszoros világbajnok szovjet-orosz evezős.

## Pályafutása
Ikertestévérével, Nyikolaj Pimenovval versenyzett kormányos nélküli kettesben. Az 1980-as moszkvai olimpián ezüstérmet nyert. 1981 és 1990 között három-három világbajnoki arany- és ezüst- illetve egy bronzérmet szerzett.

## Sikerei, díjai
- Olimpiai játékok – kormányos nélküli kettes
  - ezüstérmes: 1980, Moszkva
- Világbajnokság – kormányos nélküli kettes
  - aranyérmes: 1981, 1985, 1986
  - ezüstérmes: 1979, 1983, 1990
  - bronzérmes: 1987